# Стадион имени Увайса Ахтаева
Стадион имени Увайса Ахтаева — республиканский мультиспортивный стадион в Грозном. Располагался на территории парка Дворца культуры имени Ленина в Заводском районе.
После реконструкции 1966 года вместимость составляла около 25 тысяч человек. Первоначально носил имя Серго Орджоникидзе. Был домашним стадионом футбольной команды «Терек» (Грозный). Стадион был крупнейшим на Северном Кавказе. Также он был единственным на Северном Кавказе, на котором имелся велотрек. Трек был бетонным и имел длину 500 м. На стадионе проводились соревнования республиканского и всесоюзного масштабов.
В 1993 году ему было присвоено имя известного баскетболиста Увайса Ахтаева. Стадион был разрушен в ходе боевых действий второй чеченской войны.